# アハルツィフ郡

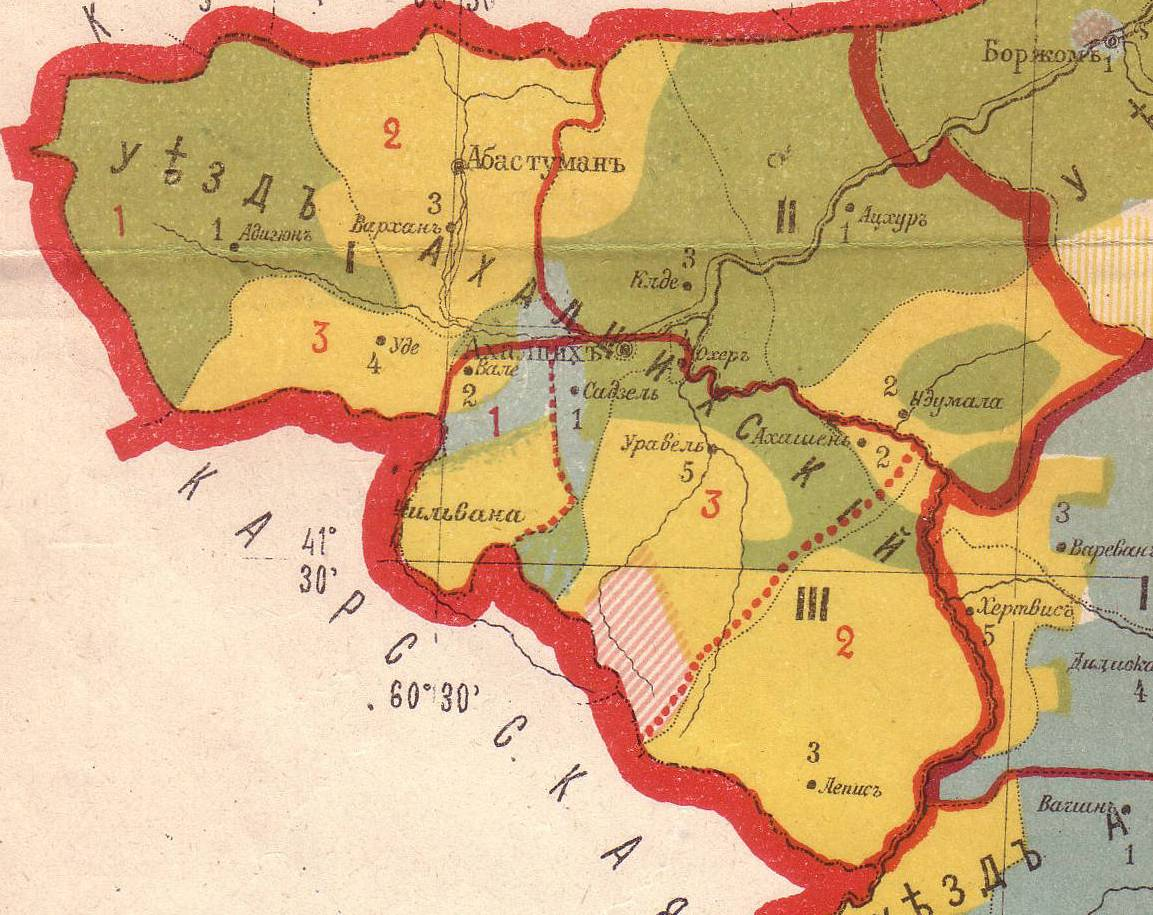
1902年の地図

アハルツィフ郡（アハルツィフぐん、ロシア語: Ахалцихский уезд、グルジア語: ახალციხის მაზრა）は、ロシア帝国、グルジア民主共和国およびグルジア社会主義ソビエト共和国に存在した郡。アハルツィフをその中心とし、1840年に設置されてからは主にチフリス県に属した。

## 沿革
ニコライ1世による1840年4月10日公布、翌1841年1月1日発効の「ザカフカース地方の管理機関」令によって、グルジノ・イメレチア県内に設置された。1846年12月14日にはカフカース総督府の命により、アハルツィフ郡はアッバス＝トゥマンとヘルトヴィを吸収する形で、クタイス県の一部へと再編成された。1867年にはさらにチフリス県へと移管された。その後、ロシア帝国の崩壊とグルジア民主共和国・グルジア社会主義ソビエト共和国時代を経て、1930年にアハルツィフ郡は廃止された。

## 地理
チフリス県の西端に位置し、面積は2365平方ベルスタ。北側クタイス県との境はアハルツィフ山脈で隔てられており、西側バトゥーム州と南西側カルス州との境界も高い山となっている。チフリス県内東側アハルカラキ郡との境のみが平坦である。カルス州およびアハルカラキ郡との境にはクラ川が流れる。
1913年の時点で、アハルツィフ郡はアジゲン村、アツフル村、アツフル区、イドゥマラ村、ヴァルハン村、ヴァレ村、ウデ村、ウラヴェリ村、ウラヴェリ区、キジン村、コブリナン区、レピス村の13の区域に分かれていた。

## 社会
1897年ロシア帝国国勢調査によれば、郡の総人口は6万8837人（うち男性3万6807人、女性3万2030人）であり、使用言語別の主要な内訳は
- トルコ語：2万4137人
- アルメニア語：1万5144人
- アゼルバイジャン語：1万2370人
- グルジア語：1万2211人
- ロシア語：1743人
- クルド語：1396人

となっていた。郡都であるアハルツィフの人口は1万5357人。
住民の大部分は小麦栽培に従事していたが、低地部で栽培される林檎と梨もカフカース中に輸出される名産品となっていた。養蜂も盛んで、蜂蜜や蜜蝋の山地としても知られていた。